# Трохименко Юрій Оксентійович
Трохименко Юрій Оксентійович (16 червня 1976 — 2 грудня 2017) — український музикант, співак, композитор, аранжувальник, засновник та лідер групи «ЮРАН», громадський діяч, бізнесмен.

## Життєпис
Народився у Києві, у родині простих робітників. З дитинства мав хист до музики та музичних інструментів.
Навчався у середній загальноосвітній школі № 195 ім. В. І. Кудряшова, яку закінчив у 1993 році. Паралельно основній школі, навчався у дитячій музичній № 20 за спеціальністю фортепіано. Грав у джазовому оркестрі джаз-бенд «Планета» та Духовому оркестрі  «Сигнал» на сцені головного Палацу піонерів м. Києва (Київський палац дітей та юнацтва)'.
1992, 1993, 1994  — гість «Слов'янського базару» від України, м. Вітебськ.
У 1993 році вийшов перший альбом «Я Вам подарував свою весну», який був записаний на власній студії звукозапису.
Жовтень 1994 р. — учасник першого Міжнародного фестивалю дитячої творчості, ТВ-програм і преси «Золота осінь Славутича».
З 1992 по 1994 рр. — виступав як сольний виконавець, працював у концертній організації «Київщина» та продюсерському центрі «Рок Академія».
У 1994 році створив групу «ЮРАН». До складу групи увійшли: гітарист Юрій Шаповалов. Олексій Мазуренко, барабанщик Сергій Добрянський, клавішник Олексій Шароватов.
5-7 березня 1995 р. — учасник другого міжнародного пісенного фестивалю «Романси Славутича», м. Славутич.
5-7 червня 1995 р. — учасник IV Міжнародного фестивалю «Слов'янський базар».
Вересень 1995 р. — учасник Другого міжнародного фестивалю дитячої творчості, телебачення та радіо «ЗОЛОТА ОСІНЬ СЛАВУТИЧА».
1996 р. — учасник «DANCE-SHOW», м. Вінниця.
11 вересня 1997 р. — відкривав музичну студію «ЮЛАЙС».
З 1999 р. — група «ЮРАН» змінює формат та записує свій перший альбом «Нехай буде так», презентація якого відбулася у «ZAIR», м. Ірпінь.
1999 — 2016 рр. — громадський діяч.
2001—2004 рр. — Власник рекламно-продюсерської агенції «ЮНІВЕЛ».
2004—2014 рр. — Власник студії звукозапису «TOP DRIVE studio».
2014 р. — створено «ЮРАН MUZIK»
З 2016 р. — розпочинається новий етап у творчій діяльності групи «ЮРАН».
У 2017 р. — займався соціальним проектом для молоді «ТВОРЧИЙ СТАРТ».

## Цікаві факти
Автор музики «А чи була любов?», яку виконав Дмитро Гольцов (16 червня 2016).

## Відеокліпи
1.      2015 — «Пригадай»
2.      2016 — «Зима»
3.      2016 — «Вчора»
4.      2016 — «Нехай буде так»

## Дипломи, нагороди
1993 р. — Юрій Трохименко лауреат другої премії фестивалю «УРА Новояворівськ».
13 січня 1996 р. — група «ЮРАН» лауреат другої премії всеукраїнського телевізійного фестивалю популярної музики «Мелодія-95», м. Львів.
2012 р. — Диплом IIX Міжнародного телерадіофестивалю «Прем'єра пісні» за створення кращої пісні 2011 р., ДТРК "Всесвітня служба «УТР», м. Буча.